# Limfokriptovirus
Limfokriptovirusi so rod virusov iz družine herpesvirusov (Herpesvirales), kamor spada med drugimi virus Epstein-Barr. V tem rodu najdemo tudi viruse, ki okužijo opice.

## Vrste
Rod sestavlja sledečih devet vrst:
- Lymphocryptovirus callitrichinegamma3, imenovan tudi Callitrichine gammaherpesvirus 3
- Lymphocryptovirus gorillinegamma1, imenovan tudi Gorilline gammaherpesvirus 1
- Lymphocryptovirus humangamma4, imenovan tudi virus Epstein-Barr
- Lymphocryptovirus macacinegamma4, imenovan tudi Macacine gammaherpesvirus 4
- Lymphocryptovirus macacinegamma10, imenovan tudi Macacine gammaherpesvirus 10
- Lymphocryptovirus macacinegamma13
- Lymphocryptovirus paninegamma1, imenovan tudi Panine gammaherpesvirus 1
- Lymphocryptovirus papiinegamma1, imenovan tudi Papiine gammaherpesvirus 1
- Lymphocryptovirus ponginegamma2', imenovan tudi Pongine gammaherpesvirus 2